# コロナワールド
株式会社コロナワールド（Korona World）は、愛知県小牧市に本社を置く企業。複合型娯楽施設「コロナワールド」、シネマコンプレックスの「シネマワールド」（Cinema World）などを運営する。

## 歴史
1926年（大正15年）1月、愛知県丹羽郡古知野町（現・江南市）に天野兵次郎らの発起によって株式会社新盛館が設立され、劇場の新盛館が開場した（創業）。1967年（昭和42年）1月には名古屋市に大五興行株式会社を設立した。
1973年（昭和48年）4月には江南市に大石観光株式会社を設立し、同年9月には遊技場として江南コロナ会館を開業させた。1980年（昭和55年）4月には小牧市に大塚商事株式会社を設立し、映画館と遊技場を複合させた小牧コロナ会館を開業させた。
1983年（昭和58年）1月にはロッテリア江南店を開店させ、外食産業に進出した。同年3月には春日井市に春日井コロナ会館を開業させ、1986年（昭和61年）には半田市に半田コロナ会館を開業させている。
1987年（昭和62年）7月には半田市にビデオレンタルや書籍販売のキャットアカデミー半田店を開店させ、物販事業に進出した。同年11月には江南市にカラオケスタジオコロナ江南店を開店させ、カラオケ店経営に進出した。1988年（昭和63年）3月には江南市にアミューズメントキャット江南店を開店させ、ゲームセンター経営に進出した。
1988年（昭和63年）4月には江南市に有限会社コロナフーズを設立した。1989年（平成元年）3月には小牧市に株式会社コロナを設立し、以後は関連会社も含めてコロナグループと称していた。同年7月には豊川市に豊川コロナタウンを開業させ、1992年（平成4年）7月には豊田市に豊田コロナタウンを開業させた。
1995年（平成7年）12月には名古屋市中川区に中川コロナワールドを開業させ、1996年（平成8年）3月には安城市に安城コロナワールドを開業させた。これらは温泉やボウリング場も併設した複合型アミューズメント施設である。以後、パチンコ店・カラオケ場・ボウリング場・外食施設・漫画喫茶・スーパー銭湯（コロナの湯）など様々な施設を手がけ、これらの施設を集めた複合娯楽施設をコロナワールドの名称で展開している。1997年（平成9年）7月、小牧コロナ会館を大規模改装して小牧コロナワールドを開業させた。
1998年（平成10年）4月には小牧市にキャッスルイン小牧を開業させ、ホテル経営に進出した。2001年（平成13年）3月には東北地方に初進出し、青森県青森市に青森コロナワールドを開業させた。同年11月には安城コロナワールドにIT-CAT安城店を開店させ、インターネットカフェ経営に進出した。
2002年（平成14年）1月には北陸地方に初進出し、福井県福井市に福井コロナワールドを開業させた。2003年（平成15年）10月には小牧市に有限会社駒を設立した。同年12月には関東地方に初進出し、神奈川県小田原市に小田原コロナワールドを開業させた。2006年（平成18年）11月にはロゴス安城店を開店させ、スポーツクラブ経営に進出した。
2008年（平成20年）2月には中国地方に初進出し、広島県福山市に福山コロナワールドを開業させた。同年4月には九州地方に初進出し、福岡県北九州市に小倉コロナワールドを開業させた。2010年（平成22年）7月には株式会社コロナがグループ会社の大塚商事株式会社と大石観光株式会社を吸収合併した。2015年（平成27年）1月には株式会社コロナから株式会社コロナワールドへ社名変更した。
2018年（平成30年）3月には株式会社コロナワールドがグループ会社の有限会社駒を吸収合併した。2023年（令和5年）8月には有限会社コロナフーズが株式会社コロナフーズへ社名変更した。

## 店舗
店舗名に下線が引いてある店舗は単独記事あり、それ以外のリンク先がある場合は併設施設の記事あり。
設備は以下で記載。
- カ：ヴォイスワールド（カラオケ）
- ゲ：ゲームメトロポリス（ゲームセンター）
- パ：パチンココロナ（パチンコ・スロット）
- ビ：キャッスル イン（ビジネスホテル）
- ボ：コロナキャットボウル（ボウリング場、表の数字はレーン数）
- 飲：飲食店
- 映：シネマワールド（シネマコンプレックス）
- 温：天然温泉 コロナの湯（温浴施設）

| 店舗名         | 所在地                 | 映 | パ | ボ | 温 | ゲ | カ | 飲 | ビ | その他施設／備考                                                                              |
| -------------- | ---------------------- | -- | -- | -- | -- | -- | -- | -- | -- | --------------------------------------------------------------------------------------------- |
| 仙台           | 宮城県仙台市宮城野区   |    |    | ○  | ○  | ○  |    |    | ○  | - フェンシングクラブ - GiGO仙台コロナワールド                                                 |
| 小田原         | 神奈川県小田原市       | ○  | ○  | ○  | ○  | ○  |    | ○  |    |                                                                                               |
| 銀座           | 東京都中央区           |    |    |    |    |    |    | ○  |    | 飲食店（鉄板焼ステーキ ほたる）のみ                                                           |
| 大垣           | 岐阜県大垣市           | ○  | ○  | ○  | ○  | ○  |    |    |    |                                                                                               |
| 小牧           | 愛知県小牧市           | ○  | ○  | ○  |    | ○  | ○  | ○  | ○  |                                                                                               |
| 春日井         | 愛知県春日井市         |    | ○  |    |    |    |    |    |    |                                                                                               |
| 江南           | 愛知県江南市           |    |    |    |    |    |    | ○  |    | 飲食店（モスバーガー江南店）のみ                                                              |
| 半田           | 愛知県半田市           |    | ○  | ○  | ○  | ○  |    | ○  |    | ドン・キホーテ                                                                                |
| 中川           | 愛知県名古屋市中川区   | ○  | ○  | ○  | ○  | ○  | ○  | ○  |    | 左記リンク先参照                                                                              |
| 豊川           | 愛知県豊川市           | ○  | ○  | ○  | ○  | ○  |    | ○  | ○  | ヨガスタジオ                                                                                  |
| 豊田           | 愛知県豊田市           |    | ○  |    |    |    |    |    |    |                                                                                               |
| 安城           | 愛知県安城市           | ○  | ○  | ○  | ○  | ○  | ○  | ○  |    | 左記リンク先参照                                                                              |
| ららぽーと安城 | 同上                   | ○  |    |    |    | ○  |    |    |    |                                                                                               |
| 金沢           | 石川県金沢市           | ○  | ○  | ○  |    | ○  |    |    |    | ドン・キホーテ                                                                                |
| 小松           | 石川県小松市           |    |    |    |    |    |    | ○  |    | 飲食店（モスバーガー小松大領店）のみ                                                          |
| 福井           | 福井県福井市           | ○  |    |    |    |    |    | ○  |    |                                                                                               |
| ららぽーと沼津 | 静岡県沼津市           |    |    | ○  |    | ○  |    |    |    |                                                                                               |
| 福山           | 広島県福山市           | ○  | ○  | ○  | ○  | ○  |    | ○  |    | - キッズパーク - ヨガスタジオ                                                                 |
| 小倉           | 福岡県北九州市小倉北区 | ○  | ○  | ○  | ○  | ○  |    | ○  |    | - アンテナショップ - コロナの湯内に九州筑豊ラーメン山小屋（ゴーゴーカレーとのコラボ店舗）あり |

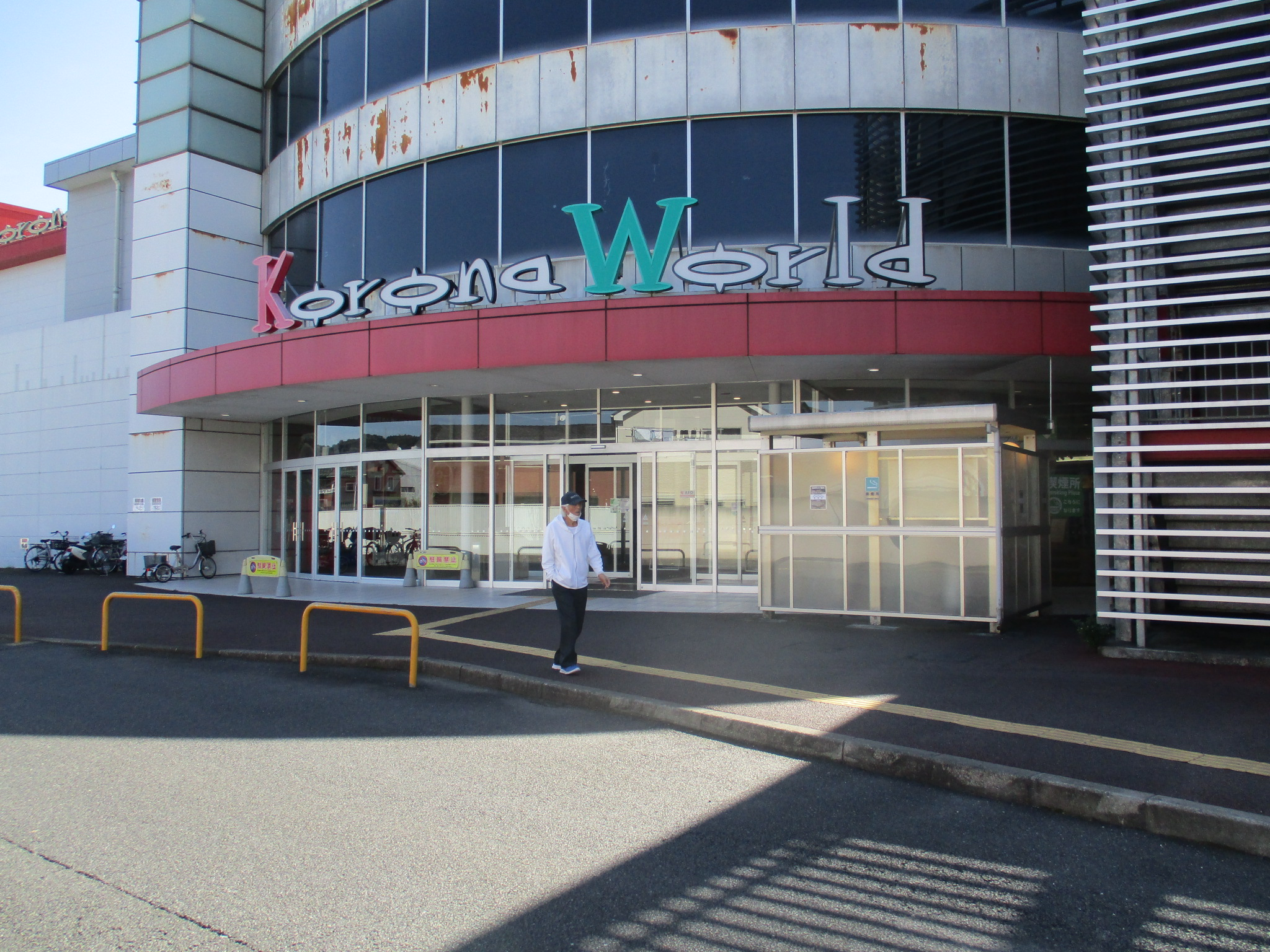
小田原コロナワールド
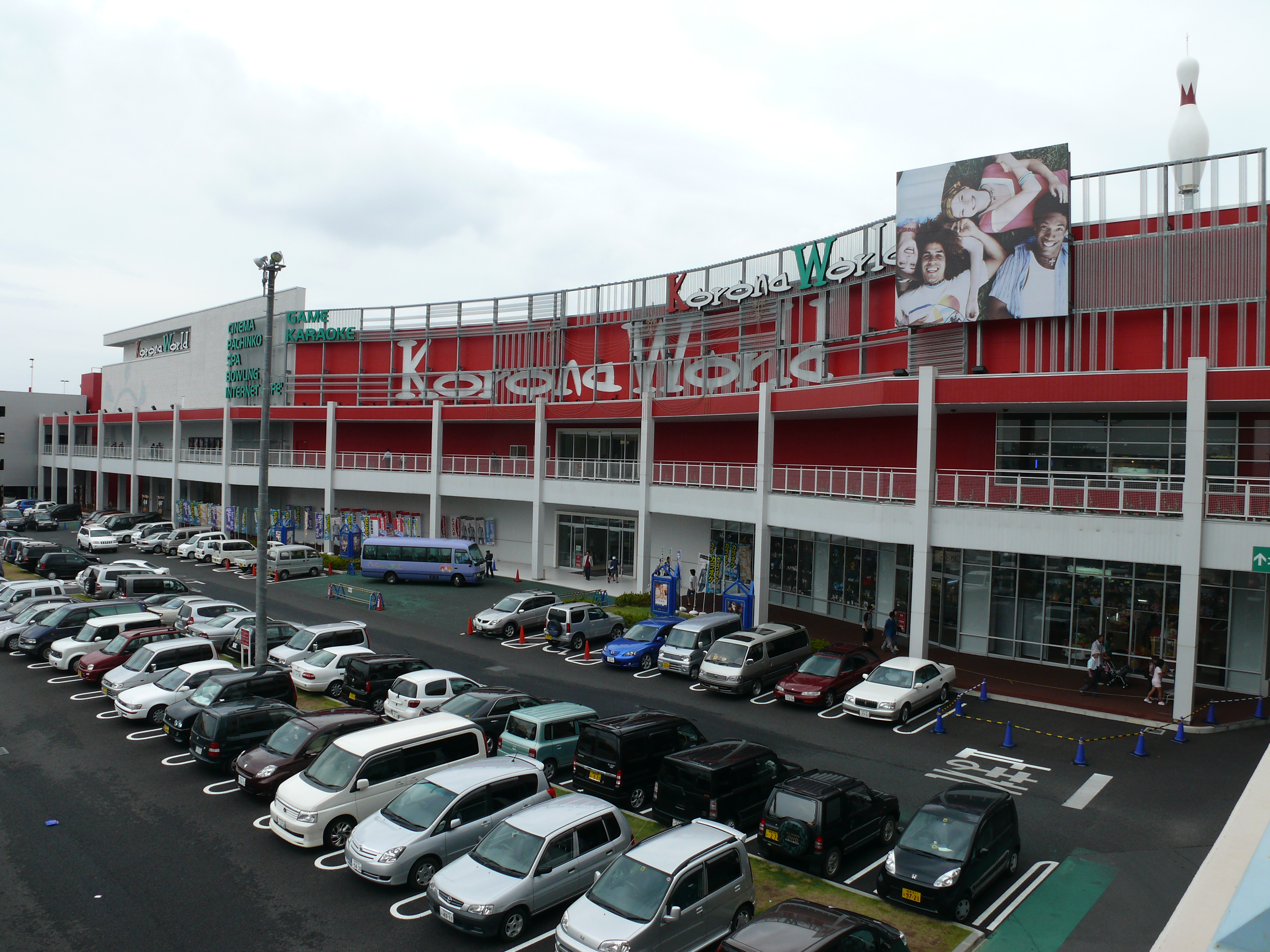
大垣コロナワールド
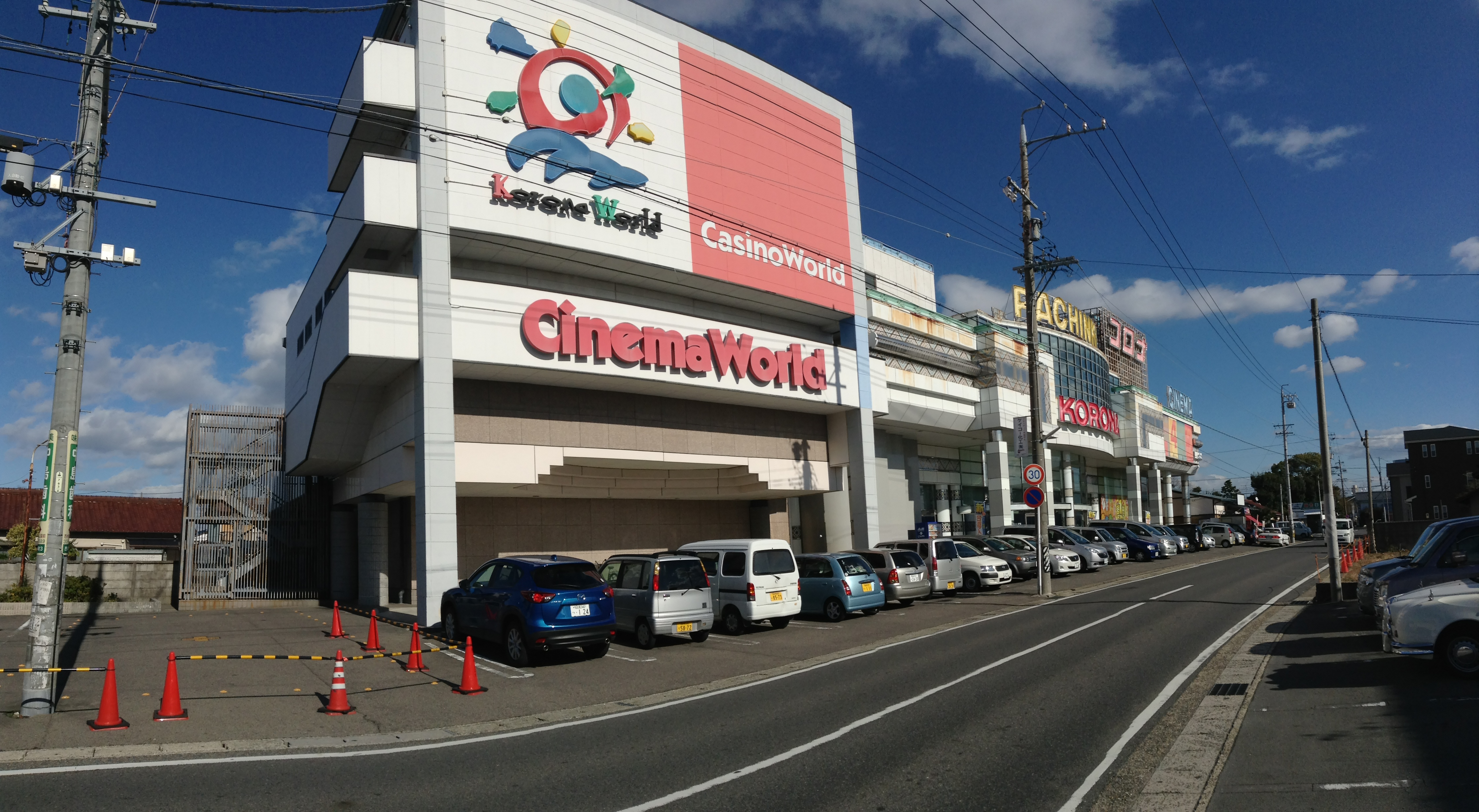
春日井コロナワールド
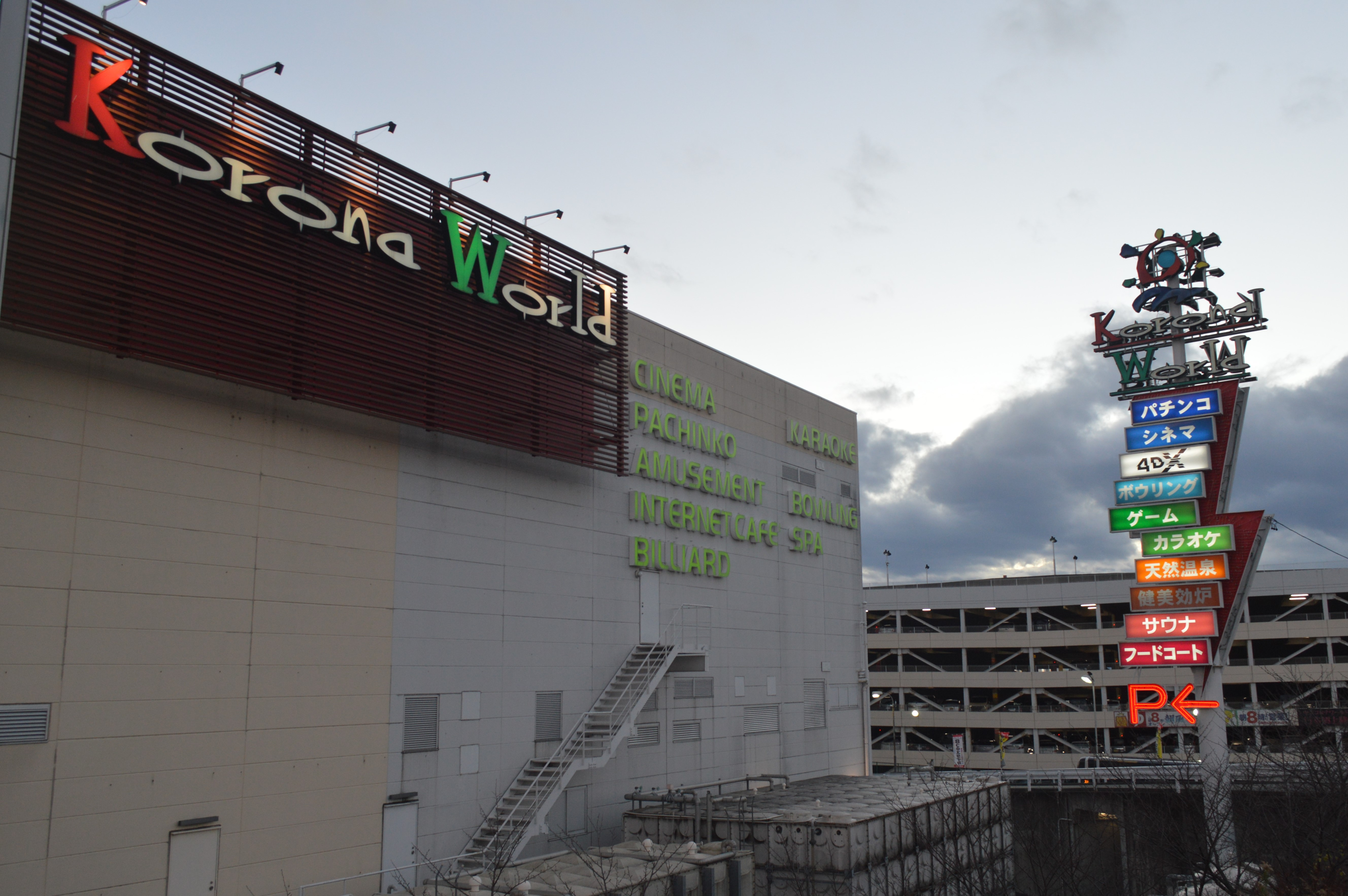
中川コロナワールド
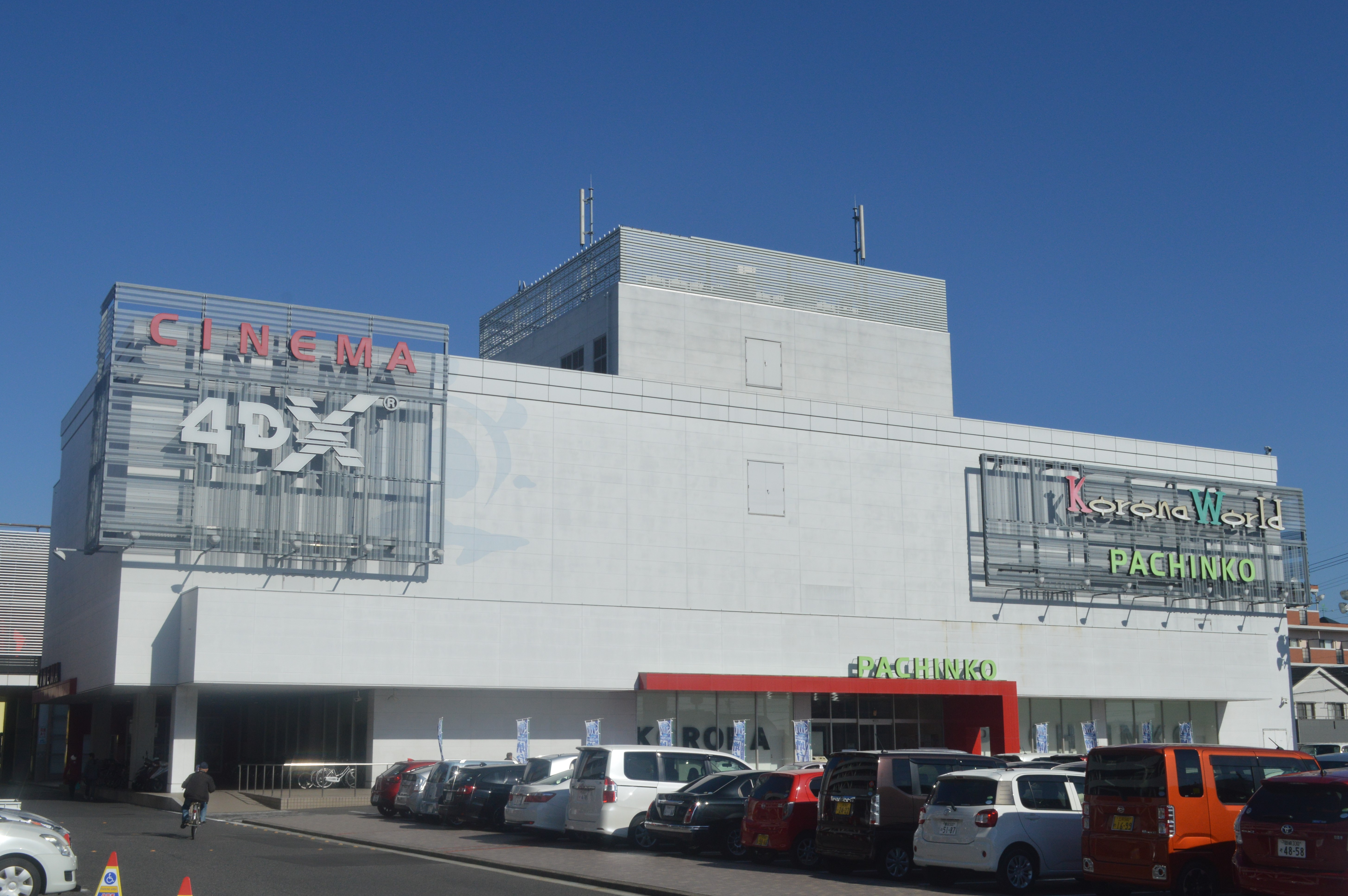
安城コロナワールド
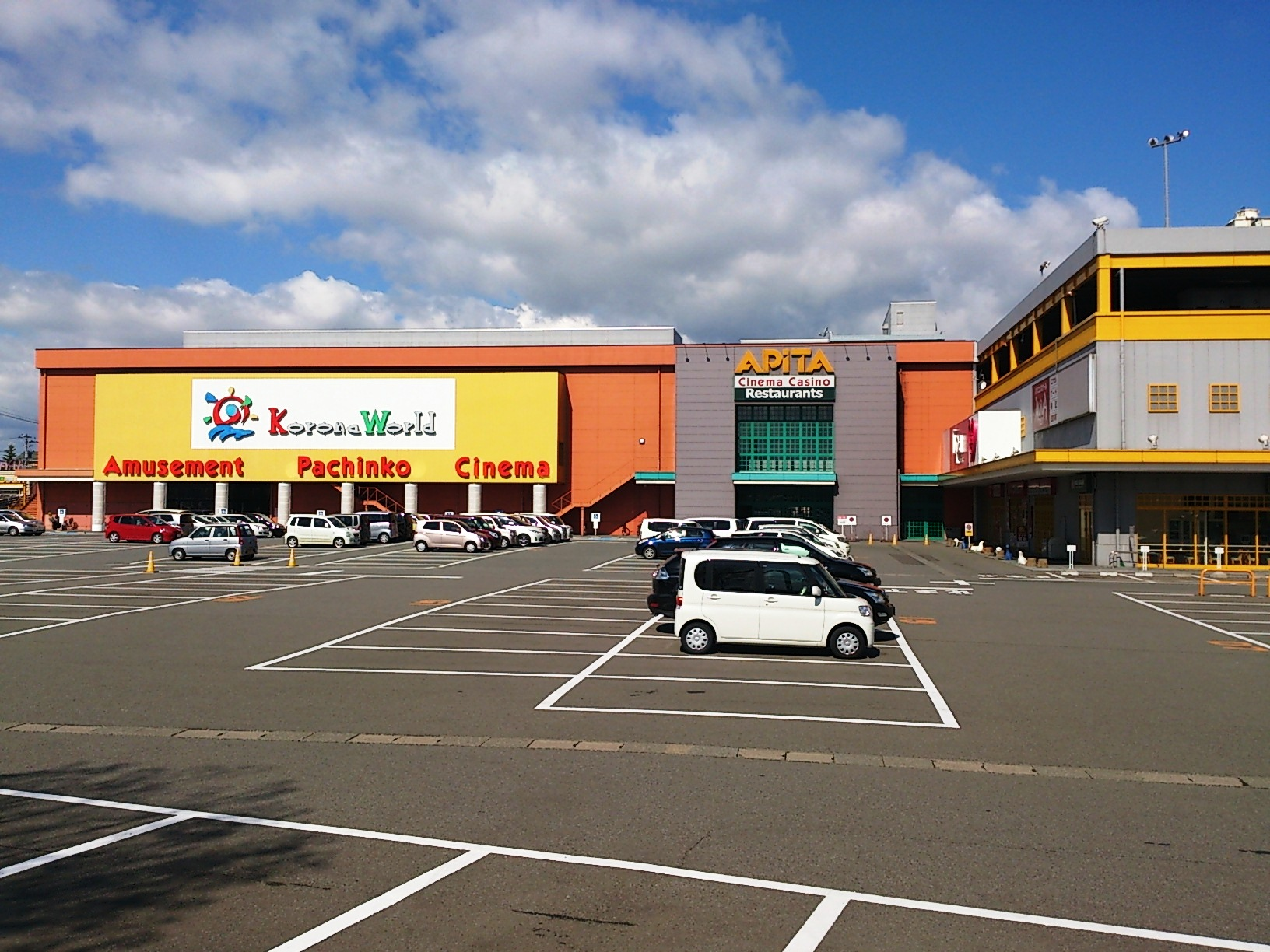
福井コロナワールド

### かつて存在した店舗

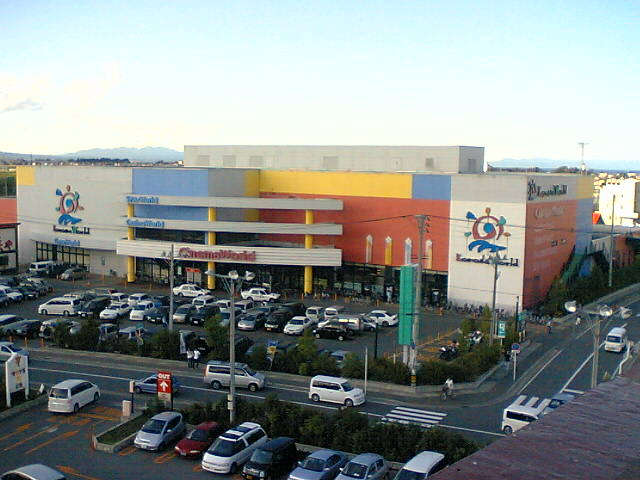
青森コロナワールド

- 青森コロナワールド （青森県青森市、ガーラタウン内）
  - 映画館：8スクリーン、1434席 3D導入
  - 2011年3月11日に発生した東北地方太平洋沖地震（東日本大震災）の影響による地殻変動で温泉が枯れてしまったため、地震発生後から休業し、同年7月をもって閉鎖された。温泉跡地はカラオケボックスとなっている。
  - 貸賃借契約の満了に伴い2021年7月25日にパチンコ青森コロナ、青森メトロポリス、カラオケスタジオスタジオコロナ青森店が閉店。2021年8月29日に青森コロナシネマワールド閉店[7]。
  - その後、イオンシネマを展開するイオンエンターテイメントは、跡地にイオンシネマ新青森を2024年3月20日に出店する事を2023年12月11日に表明した[8][9]。
- 太田コロナワールド（群馬県太田市）
  - 2012年3月31日をもって全館閉館。施設全体を同年4月から群馬県高崎市に本社があるパチンコチェーン「NEXUS」が引き継ぎ[10]、「太田スマイルタウン」として再オープンした。パチンコホール・温浴施設・インターネットカフェ等を自社にて運営する。
- 高崎コロナワールド（群馬県高崎市）
  - 映画館は設置されていない
- 泉コロナワールド（宮城県仙台市泉区）
  - 東日本大震災で甚大な被害を受け、2011年3月11日以降休館した。震災の影響による地殻変動で近隣を含む温泉が枯れた。復旧を検討していたが本館は同年10月にそのまま閉館することを決定した。別館のパチンコ店のみ同年12月営業再開。2017年10月29日にパチンコ店も閉店し全館営業終了[11]。
  - ボウリング場：28レーン

## シネマワールド

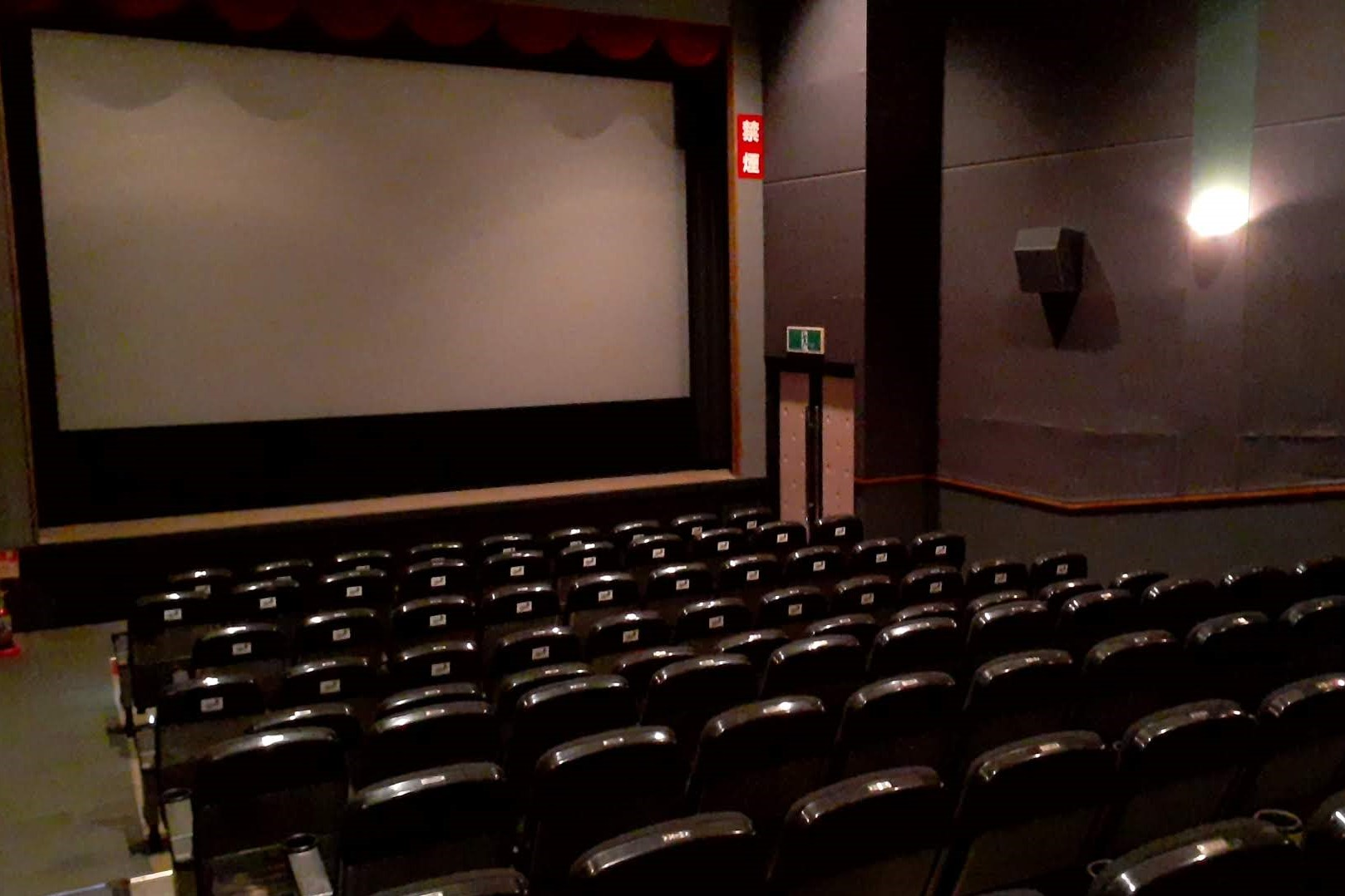
シネマワールドのホール

シネマワールドは、株式会社コロナワールドが運営するシネマコンプレックス（以下、シネコン）チェーン。
特徴としては、週末のみならず平日においても深夜12時を過ぎての上映が設定されることや、日本国内において珍しい遊戯施設の一角に入居する形態を取っていること、出張上映の事業も行っていることなどが挙げられる。2013年4月には、体感型上映システムである「4DX」を日本初導入した。2020年代以降に開館・リニューアルした劇場では4DXのみならず、ドルビーアトモスやIMAXといったPLF（プレミアム・ラージ・フォーマット）も採用している。

### 現在営業中の劇場
| 店舗名         | 所在地                            | 開館日         | 規模                 | 4DX | 備考                                 |
| -------------- | --------------------------------- | -------------- | -------------------- | --- | ------------------------------------ |
| 小田原         | 神奈川県小田原市                  |                | 10スクリーン 1,427席 | ○   |                                      |
| 大垣           | 岐阜県大垣市 イオンタウン大垣     |                | 10スクリーン 1,456席 | ○   |                                      |
| 小牧           | 愛知県小牧市                      |                | 10スクリーン 976席   | ○   |                                      |
| 中川           | 愛知県名古屋市中川区              | 1995年12月23日 | 12スクリーン 1,610席 | ○   | 4DXを日本国内初導入                  |
| 豊川           | 愛知県豊川市                      |                | 10スクリーン 1,352席 | ○   |                                      |
| 安城           | 愛知県安城市                      | 1995年12月23日 | 10スクリーン 1,418席 | ○   |                                      |
| ららぽーと安城 | 愛知県安城市 ららぽーと安城       | 2025年4月18日  | 10スクリーン 1,418席 |     | IMAXレーザー、ドルビーアトモス等導入 |
| 金沢           | 石川県金沢市 アピタタウン金沢ベイ | 2008年10月25日 | 10スクリーン 1,413席 | ○   |                                      |
| 福井           | 福井県福井市 フェアモール福井     | 2001年12月15日 | 10スクリーン 1,703席 |     | ドルビーアトモス導入                 |
| 福山           | 広島県福山市                      |                | 10スクリーン 1,713席 | ○   |                                      |
| 小倉           | 福岡県北九州市小倉北区            |                | 10スクリーン 1,583席 | ○   |                                      |

### かつて存在した劇場
営業時期の上段は開業日、下段は閉館日となる。
| 店舗名 | 所在地                    | 営業時期                   | 規模                | 備考                                                        |
| ------ | ------------------------- | -------------------------- | ------------------- | ----------------------------------------------------------- |
| 青森   | 青森県青森市 ガーラタウン | 2001年3月1日 2021年8月29日 | 8スクリーン 1,434席 | 跡地には2024年3月20日にイオンシネマ新青森が居抜き出店で開業 |
| 泉     | 宮城県仙台市泉区          |                            | 10スクリーン        | 東日本大震災の影響で休館、後にそのまま閉館                  |
| 太田   | 群馬県太田市              |                            | 9スクリーン 1,174席 |                                                             |